# Petermann Ranges
Die Petermann Ranges (deutsch: Petermann-Gebirge) in Australien erheben sich bis auf 1158 m über den Meeresspiegel und erstrecken sich etwa 320 km vom Osten im zentralen Western Australia bis in die südöstliche Ecke des Northern Territory. Im Osten dieses bergigen Landes liegt der Uluṟu-Kata-Tjuṯa-Nationalpark mit dem Uluṟu und Kata Tjuṯa. 
Der Gebirgszug wurde 1874 von Ernest Giles entdeckt, der ihn nach dem deutschen Geographen und Kartographen August Petermann benannte.
Das Petermann-Gebirge befindet sich im Amadeus-Becken, einem Sedimentbecken. Diese Mulde entstand vor etwa 900 Millionen Jahren, worauf sich über hunderte von Millionen Jahren hinweg Sedimente ablagerten und sich auch Gesteinsschichten bildeten. Dieser Prozess endete nach etwa 300 Millionen Jahren und über den Ablagerungen entstand ein flacher See. Einige der Ablagerungen wurden auch von dem See transportiert, der See trocknete aus und es bildeten sich Salzkrusten. Anschließend folgte eine kalte Periode. Die älteren Sedimente des Amadeus-Becken wurden gefaltet und gebogen; Land wurde emporgedrückt und es bildeten sich Gebirge, dieser Vorgang wurde von den Geologen Orogenese (Gebirgsbildung) des Petermanngebirges genannt.
Die Gebirgszüge bestehen aus Granit, Sandstein und Quarzit und werden durch zahlreiche Schluchten gegliedert. Das Gebiet ist nicht nur durch Berge, sondern auch durch Hügel und Sandebenen gekennzeichnet. In den Tälern befinden sich Schwemmlandböden, auf denen Akazienbüsche und Spinifex-Gras sowie niedere Bäume und Büsche wachsen. 
Das Land ist überwiegend im Besitz des Petermann Aboriginal Land Trust; ein kleines Gebiet ist Crown Land. Bekannt wurde die Siedlung Kaltukatjara/Docker River (355 Einwohner), als sie 2009 von 6000 australischen Kamelen überrannt wurde. Weitere kleine Siedlungen befinden sich in der Katiti-Petermann Indigenous Protected Area. In diesem Gebiet wachsen seltene Pflanzen und seltene Tiere leben dort, neben den zahlreichen wildlebenden Pferden und Kamelen. Das Gebiet einschließlich der Billabongs (Wasserstellen) wird von den Kaltakatjarra Rangers überwacht, die in Docker River ihr Quartier aufgeschlagen haben.